# Elezioni parlamentari in Montenegro del 2023
Le elezioni parlamentari in Montenegro del 2023 si sono tenute l’11 giugno per il rinnovo dell'Assemblea del Montenegro, il parlamento del paese.
In anticipo rispetto alla naturale scadenza della legislatura, prevista per il 2024, le elezioni sono state indette dall’ex-Presidente Milo Đukanović il 16 marzo 2023, in seguito ad una forte instabilità politica ed all’incapacità di ricostituire un governo dopo la riuscita mozione di sfiducia al Primo ministro Dritan Abazović ed al suo governo, votata il 19 agosto 2022.
Esse hanno sancito la vittoria del nuovo partito Europa Ora! e la perdita di consensi del Partito Democratico dei Socialisti, già avviata nella precedente consultazione.

## Sistema elettorale
Gli 81 seggi dell’Assemblea del Montenegro sono eletti in un'unica circoscrizione nazionale utilizzando un sistema elettorale a rappresentanza proporzionale e liste chiuse. 
I seggi sono assegnati utilizzando il metodo d'Hondt con una soglia elettorale del 3%. Tuttavia, ai gruppi minoritari che rappresentano non più del 15% della popolazione in un distretto, viene concessa un'esenzione che abbassa la soglia allo 0,7%. I partiti della stessa minoranza sono riuniti nel calcolo dei seggi fino a un massimo di tre seggi.
Un'esenzione separata è data ai croati etnici, per cui se nessuna lista che rappresenta la popolazione supera la soglia dello 0,7%, la lista con il maggior numero di voti vincerà un seggio se riceve più dello 0,35% dei voti.

## Risultati
| Europa Ora! (PES)                                    | 77 206  | 25,55 | 24 |  |  |  |
| Insieme! (DPS - SD - LP - USDh)                      | 70 292  | 23,26 | 21 |  |  |  |
| Per il Futuro del Montenegro (DNP - NSD - RP)        | 44 603  | 14,76 | 13 |  |  |  |
| Aleksa e Dritan - Conta coraggiosamente! (DCG - URA) | 37 777  | 12,50 | 11 |  |  |  |
| Partito Bosgnacco (BS)                               | 21 415  | 7,09  | 6  |  |  |  |
| SNP - DEMOS                                          | 9 465   | 3,13  | 2  |  |  |  |
| Partito Socialdemocratico del Montenegro (SDP)       | 8 752   | 2,90  | –  |  |  |  |
| Giustizia per Tutti (PZS)                            | 8 370   | 2,77  | –  |  |  |  |
| Forum Albanese (AA - LDSH - UNS)                     | 5 671   | 1,88  | 2  |  |  |  |
| Alleanza Albanese (FORCA - DP - DSCG)                | 4 520   | 1,50  | 1  |  |  |  |
| Inversione per un Montenegro Sicuro (PzSCG)          | 4 833   | 1,60  | –  |  |  |  |
| Coalizione Popolare (DP - PCG - SCG - DSS - PZPV)    | 3 629   | 1,20  | –  |  |  |  |
| Iniziativa Civica Croata (HGI)                       | 2 231   | 0,74  | 1  |  |  |  |
| Altri (<0,70%)                                       | 3 453   | 1,14  | –  |  |  |  |
| Totale                                               | 302 217 | 100   | 81 |  |  |  |
|                                                      |         |       |    |  |  |  |
| Voti non validi                                      | 2 910   | 0,95  |    |  |  |  |
| Votanti                                              | 305 127 | 56,25 |    |  |  |  |
| Elettori                                             | 542 468 |       |    |  |  |  |